# Durant, Iowa
Durant är en ort i Cedar County, Muscatine County, och Scott County, i Iowa. Vid 2010 års folkräkning hade Durant 1 832 invånare.